# Newport Center (Vermont)
Newport Center es un lugar designado por el censo ubicado en el condado de Orleans en el estado estadounidense de Vermont. En el año 2010 tenía una población de 274 habitantes.

## Geografía
Newport Center se encuentra ubicado en las coordenadas 44°57′3.55″N 72°18′16.98″O / 44.9509861, -72.3047167.